# Pudel
Der Pudel (französisch caniche; italienisch barboncino) ist eine von der FCI anerkannte Hunderasse (FCI-Gruppe 9, Sektion 2, Standard-Nr. 172). Pudel sind lebhaft und haben eine wollige, gekräuselte Behaarung. Sie werden anhand ihrer Größe unterschiedlich benannt: Großpudel (auch Königspudel), Kleinpudel (auch Mittelpudel), Zwergpudel und Toy-Pudel. Die FCI hat die Verantwortung für den Rassestandard und die Entwicklung der Rasse Frankreich zugewiesen. Andere Zuchtverbände gehen in ihren Rassebeschreibungen davon aus, dass die Rasse in Deutschland entstand. Auch in der Encyclopædia Britannica und der Columbia Encyclopedia findet sich diese Aussage zur Herkunft der Rasse.

## Herkunft und Geschichtliches
Ursprünglich waren Pudel apportierende Jagdhunde, spezialisiert auf die Wasserjagd. Der Name kommt vom altdeutschen puddeln und bedeutet im Wasser planschen. Es wird gesagt, er habe in seiner Geschichte auch als Hütehund gedient, was aber nicht bewiesen ist. Im Laufe der weiteren Zucht verlor der Pudel seine jagdlichen Fähigkeiten weitestgehend, die Apportierfreude ist geblieben. Er wird heute als besonders intelligenter Familienhund geschätzt.
Dem Kynologen R. von Schmiedeberg (Redakteur der ersten kynologischen Zeitschrift Deutschlands Der Hund) zufolge stammt die älteste Erwähnung des Pudels von 1555 von Conrad Gessner.
Von Schmiedeberg berichtet von zwei verschiedenen Rassen mit dem Namen Pudel: „Schöner Pudel“ und Schafpudel. Der Schaf- oder Hütepudel ist aber ein eigener Schlag einer von der FCI nicht anerkannten Hundegruppe, der Altdeutschen Hütehunde.
Zu Anfang der Pudelzucht, Ende des 19. Jahrhunderts, gab es nur Groß- und Kleinpudel, in den klassischen Farben Schwarz, Weiß und Braun (wobei Braun wenig geachtet war). Eine Weile war umstritten, ob Deutschland, Frankreich oder Russland Ursprungsland dieser Hunderasse sei. Im Rahmen der FCI-Anerkennung in den 1930er Jahren wurde dann Frankreich festgelegt. Eine weitere Größe kam jetzt zum Rassestandard hinzu, der Zwergpudel, dem in den 1990er Jahren noch der Toy folgte; somit gab es nun vier Größenvarianten.
In den 1960er Jahren wurde „Silber“ und in den 1970ern „Apricot“ im offiziellen Standard als Farben aufgenommen. Die Anerkennung der neuen Farbe „Red“ durch Frankreich bzw. die FCI erfolgte im April 2007. Pudel kommen in fast allen Farbvarianten vor, die es in der Hundewelt gibt. In den 1980er Jahren wurden in Deutschland auch zweifarbige Pudel zugelassen, allerdings nur in Weiß mit schwarzen Platten (Harlekin) und in Schwarz-Loh (black-tan). Mittlerweile werden Black-tan- und Harlekin-Pudel auch in Österreich und Tschechien national anerkannt.
In Deutschland werden jährlich über 2000 Welpen in die VDH-Zuchtbücher eingetragen. Weit über die Hälfte sind Zwergpudel, die beliebtesten Farben sind Schwarz und Weiß.

## Beschreibung
Das Fell eines Pudels ist fein, wollig, dicht und gekräuselt. Es fühlt sich weich an, unterliegt keinem Jahreszeitenwechsel und wächst fortwährend; daher bedarf es regelmäßig einer Schur, denn Pudel haaren nicht. Von Natur aus gehört der Pudel zu den langhaarigen, rauhaarigen Hunden. Als Fellvariante ist noch der selten zu sehende Schnürenpudel zu erwähnen, das Fell wird so behandelt, dass sich Haarstränge verfilzen, ähnlich wie beim Puli.
Die vier Pudelvarianten unterscheiden sich nur in der Größe, aber nicht im Erscheinungsbild. Der Abstand zwischen Schulterblatt und Sitzbeinhöcker ist etwas größer als die Schulterhöhe, diese entspricht der Höhe der Kruppe. Der Rücken des Pudels ist kurz und die Bauchlinie hochgezogen. Der Gang des Pudels wirkt tänzerisch und federnd, er soll – so verlangt es der Rassestandard – einen Eindruck von Stolz und Eleganz vermitteln. Die leicht schräg gestellten Augen sind schwarz oder dunkelbraun, die Nase ist schwarz. Braune oder apricot Pudel verfügen jedoch über bernsteinfarbene Augen und eine braune Nase. Die Rute sitzt hoch und wird gerade nach oben oder über dem Rücken getragen.
Innerhalb der FCI dürfen zweifarbige mit dem Pudel verwandte Hunde nicht als Pudel bezeichnet werden.

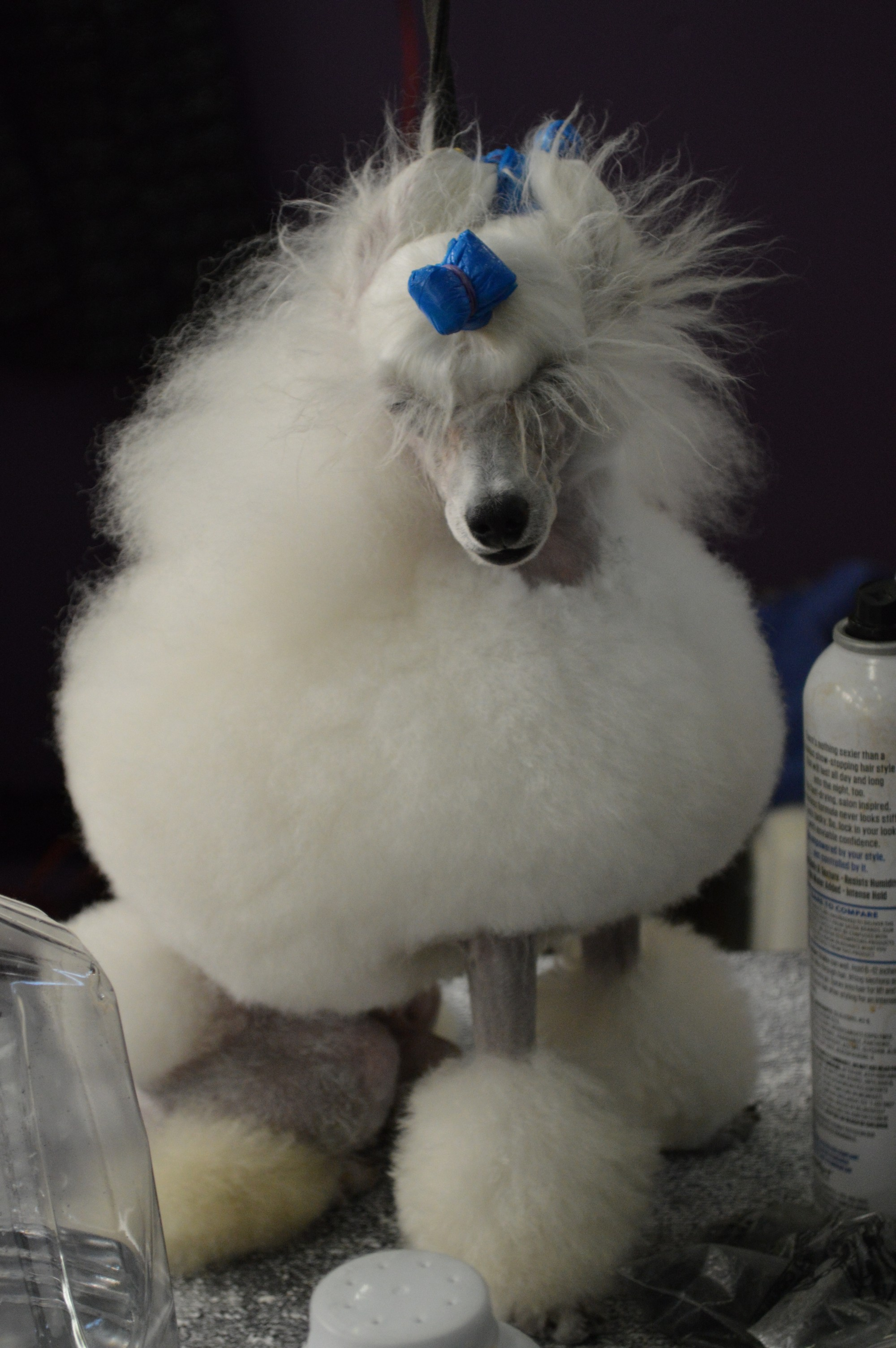
Pudel mit Schönheit und Make-up
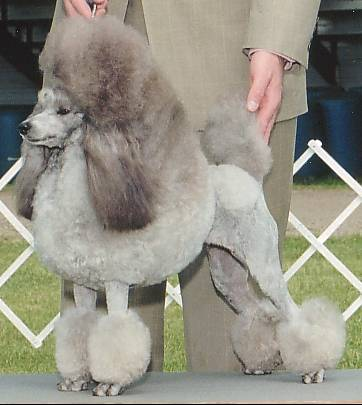
Ausstellungsschur
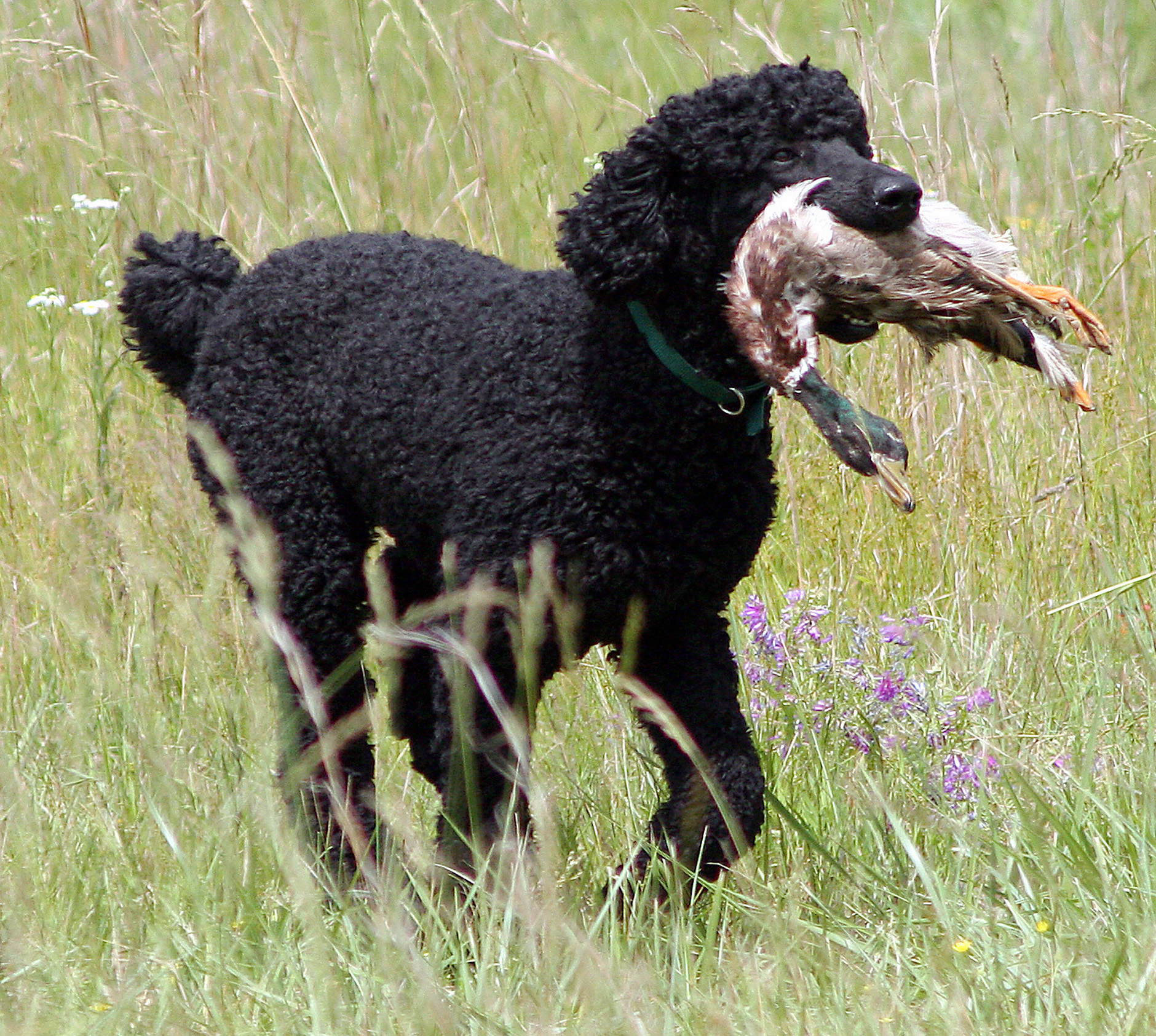
Schwarzer Großpudel beim Apportieren einer toten Ente
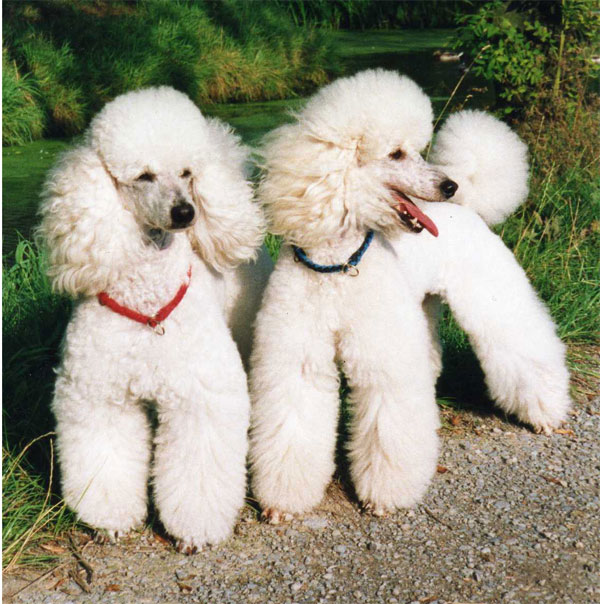
Weiße Kleinpudel in der sehr beliebten Modeschur
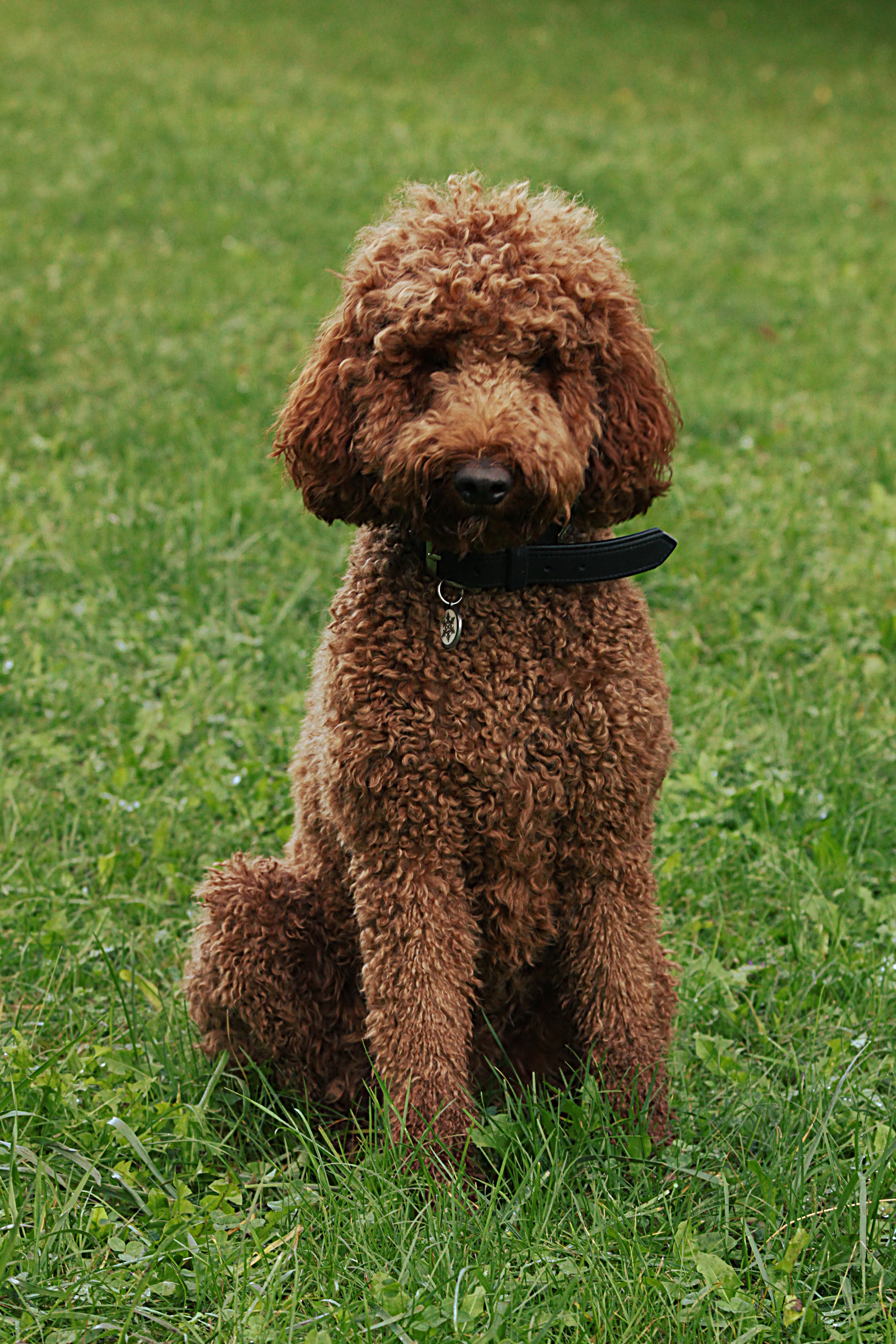
Apricotfarbener Königspudel
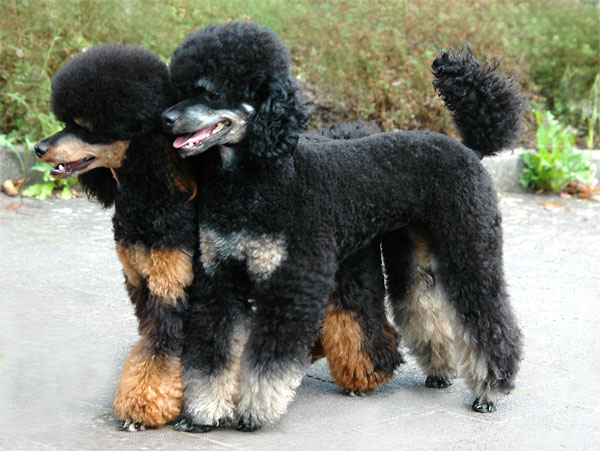
Zwergpudel in schwarz-loh
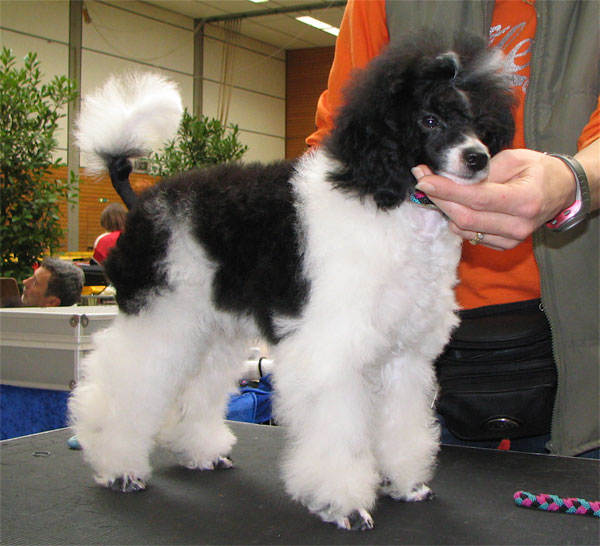
Junger Harlekinpudel

## Verwendung
Pudel sind Familienhunde, die wegen ihrer überdurchschnittlichen Lernfähigkeit in allen Bereichen des Hundesports wie Agility, Obedience, Schutzhundesport usw. geführt werden. Großpudel werden erfolgreich als Katastrophen-, Leichensuch-, Assistenz- und Blindenführhunde ausgebildet.

## Pflege
Da Pudel nicht haaren, werden sie üblicherweise geschoren. Langhaarige Pudel müssen mehrmals in der Woche gebürstet werden, damit das Fell nicht verfilzt. Die gängigen Ausstellungsschuren sind heute der Puppy-Clip und die Modeschur. Die Löwenschur ist seit Mitte der 1980er Jahre nicht mehr auf Ausstellungen zu sehen.
Die Herkunft der Pudelschur liegt in der Vergangenheit als Jagdhund, der auch im Wasser arbeitet: Um Lungen und Herz vor der Kälte des Wassers zu schützen und gleichzeitig eine maximale Beinfreiheit in der Hinterhand zu erhalten, wurden die Hunde von der Rückenmitte geschoren. Diese Schur gefiel auch in den Salons und wurde immer mehr verfeinert und variiert. Ungeschorene Pudel können laut FCI-Standard noch heute bei Ausstellungen keine Anwartschaften auf einen Titel bekommen.

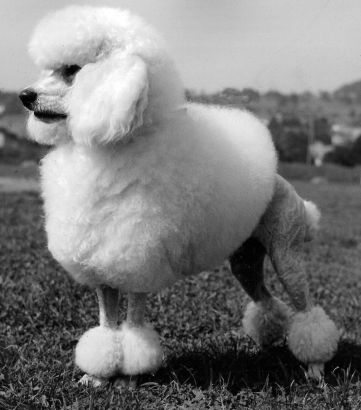
Pudel in der Löwenschur, wie sie bis Mitte der 80er Jahre bei Ausstellungen üblich war
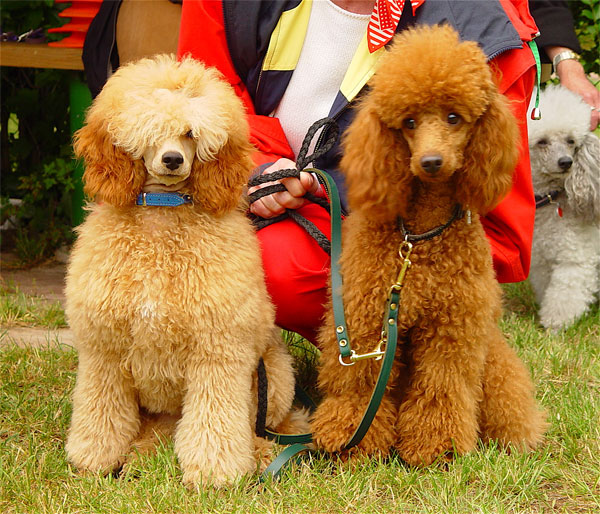
Falb kommt in verschiedenen Nuancen vor (Creme bis Rot)
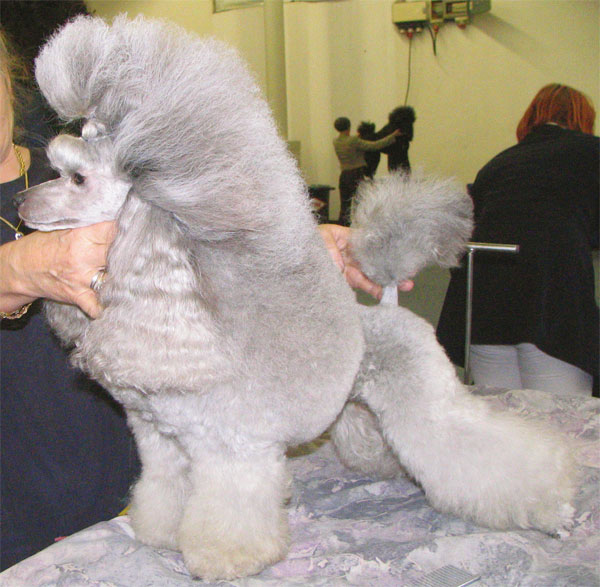
Silberner Showpudel im Puppy-Clip
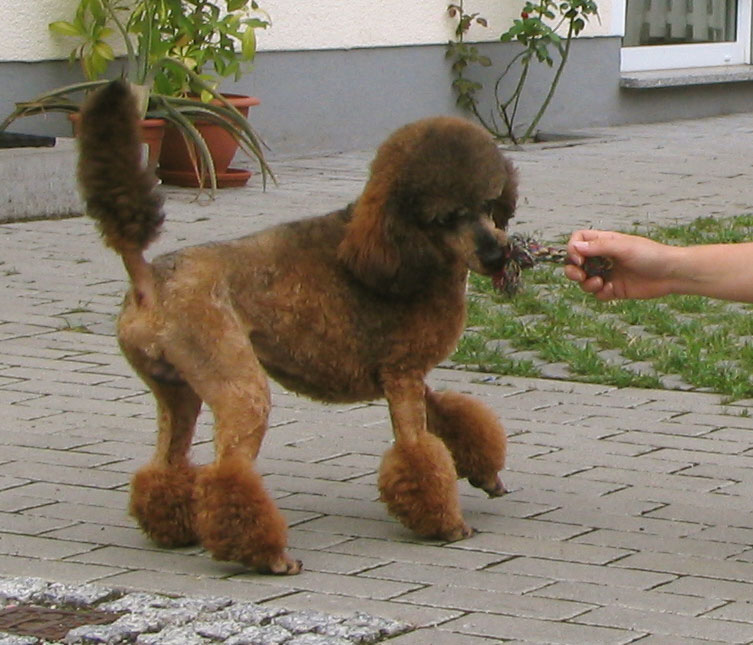
Kleinpudel in der Fehlfarbe Sable, Löwenschur
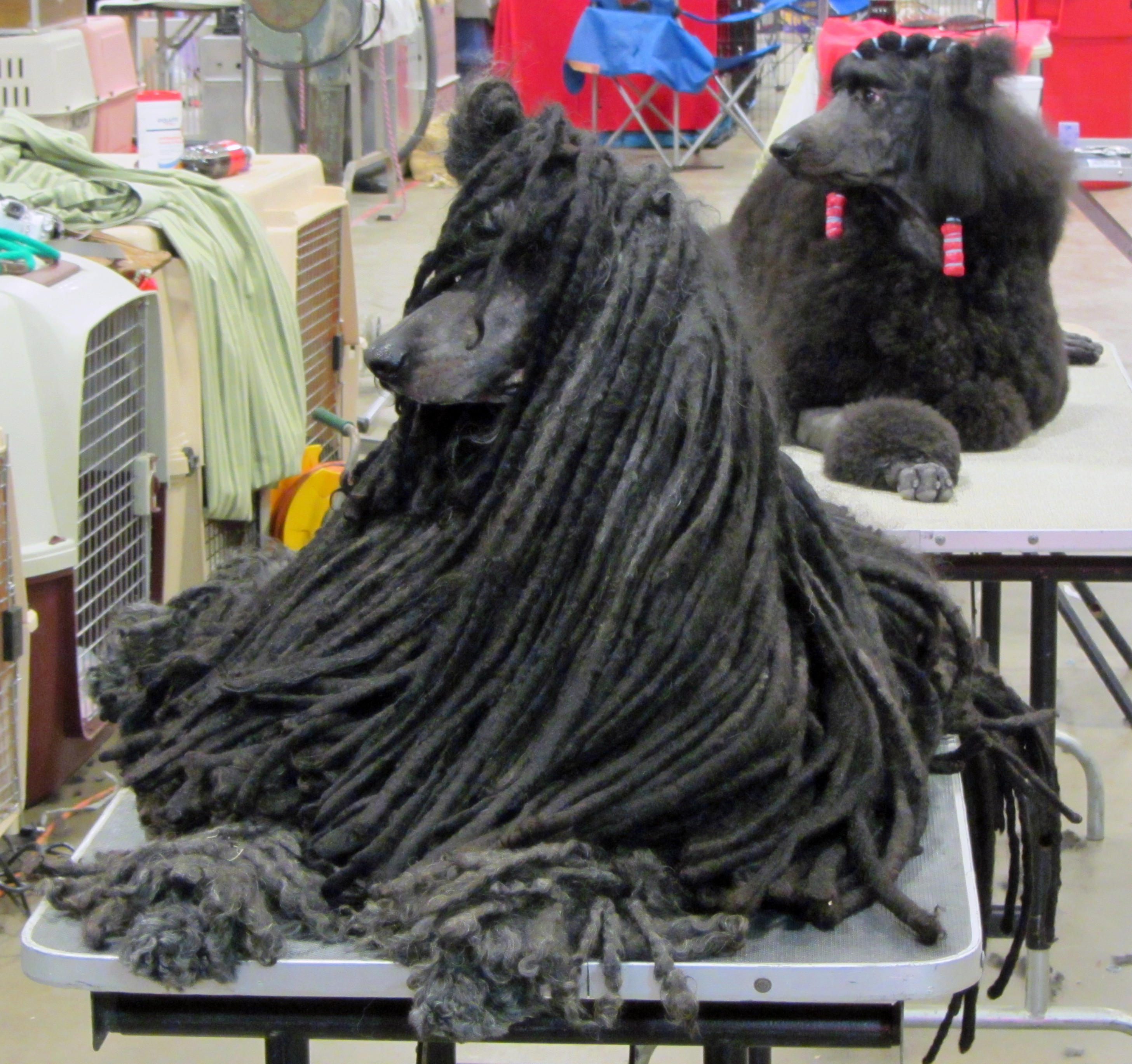
Schnürenpudel

## Rassespezifische Erkrankungen
Bei Großpudeln kann, wie bei allen großen Hunden, die erbliche Hüftdysplasie (HD) auftreten. Daher dürfen nur Elterntiere in die Zucht genommen werden, die keinen entsprechenden Befund haben.
Bei Klein-, Zwerg- und Toy-Pudeln kann die progressive Retinaatrophie auftreten, eine erblich bedingte Augenkrankheit, die zum Erblinden führt. Mittels Gentests können die Träger vor Zuchtverwendung ermittelt werden. Eine weitere Augenkrankheit ist die Katarakt (der graue Star). Zwerg- und Toy-Pudel können an der erblichen Patellaluxation erkranken, einer krankhaften Verlagerung der Kniescheibe; Merkmal: Die Tiere hinken. Ebenso wie bei der Katarakt sind klinische Untersuchungen vor Zuchtverwendung Pflicht. Daneben kommt die angeborene Harnleiterektopie überdurchschnittlich häufig vor.
Die Sebadenitis ist eine Erkrankung, die neben dem Akita Inu hauptsächlich Pudel betrifft und oft zu spät erkannt wird. Hier werden vom eigenen Immunsystem die Talgdrüsen zerstört. Dadurch kommt es zu einer Unterversorgung der Haare, die ausfallen.

## Vereinswesen
Es existieren mehrere dem Verband für das deutsche Hundewesen (VDH) angeschlossene Zuchtvereine für den Pudel. Der älteste unter ihnen ist der 1893 gegründete Deutsche Pudel-Klub e. V. (DPK). Die anderen sind der Allgemeine Deutsche Pudelclub e. V. (ADP), der Pudel-Zucht-Verband 82 e. V. (PZV 82) und der Verband der Pudelfreunde Deutschland e. V. (VDP).

## Sonstiges

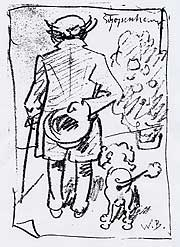
Arthur Schopenhauer von Wilhelm Busch

Der Ausdruck des Pudels Kern stammt aus Goethes Drama Faust I. Mephistopheles erscheint darin Faust in der Gestalt eines Pudels. Als er sein wahres Wesen offenbart, kommentiert Faust: „Das also war des Pudels Kern!“
Der Philosoph Arthur Schopenhauer hatte seit seinem Erwachsenenalter immer einen Pudel, Butz/Atman, den er etwa alle zehn Jahre durch einen neuen ersetzte. Er war davon überzeugt, dass ein Pudel alle Pudel enthielt und vertrat Ähnliches auch für den Menschen.
Auch der amerikanische Schriftsteller John Steinbeck hatte einen Pudel. In seinem autobiografischen Roman „Die Reise mit Charley: Auf der Suche nach Amerika“ beschreibt Steinbeck einen elfwöchigen Roadtrip durch Amerika, auf den er sich mit seinem zehn Jahre alten Großpudel Charly in einem umgebauten Pickup begibt.
Auch der Autor Thomas Mann hielt einen Pudel als Begleiter. 1939 bekam er in Princeton von einer Verehrerin, Caroline Newton, einen schwarzen Pudel namens Nico, der auch in seinen Tagebuchaufzeichnungen vorkommt. In einem Tagebucheintrag vom 6. Januar 1940 heißt es: „Zerwürfnis mit dem Pudel wegen seiner Unfolgsamkeit nach Auffindung abstoßender Dinge.“ Auch schrieb er am 7. August 1941 in einem Brief „Er stört mich fürchterlich, aber ich liebte ihn auf den ersten Blick. Er liegt auf meinem Fuß unter dem Schreibtisch.“ Im Brief vom 13. Januar 1950 an Alfred Neumann beschreibt Thomas Mann ausführlich das Verschwinden des geliebten Pudels. Später wurde klar, dass dieser überfahren worden war. Es folgte in seinem Leben noch ein weiterer schwarzer Pudel namens Nico, den er zu seiner Goldenen Hochzeit von seinen Kindern geschenkt bekam. Der Hund wird erwähnt in dem Buch „Das letzte Jahr“ von Erika Mann.
Verschiedene klassische Komponisten komponierten Musik zu Ehren des Pudels, so Ludwig van Beethoven mit dem Lied Elegie auf den Tod eines Pudels.
Ein bekannter Pudel war Munito II., der im 19. Jahrhundert auf Tournee ging und angeblich buchstabieren und rechnen konnte.
In den 1960er Jahren wurden Hybride mit Wölfen gezüchtet. Diese Pudelwölfe, eine Kreuzung aus Königspudel-Rüde und Wölfin, wurden im Rahmen der Verhaltensforschung wissenschaftlich untersucht.
Der Ausdruck wie ein begossener Pudel stammt aus der Zeit, als der Pudel als Jagdhund häufig in Gewässer springen musste, um das erlegte Flugwild zu apportieren, und deshalb völlig durchnässt zurückkam.